# اندری ورسوتسکیی
اندری ورسوتسکیی (اوکراینی: Андрій Михайлович Вересоцький؛ زادهٔ ۲۱ ژانویهٔ ۱۹۹۲) بازیکن فوتبال است.